# Albert De Martin
Albert De Martin (Montréal, 20 février 1951 - ) est un homme politique québécois. Il est député de la circonscription de Huntingdon à l'Assemblée nationale du Québec de mars 2007 à décembre 2008, sous la bannière de l'Action démocratique du Québec.

## Biographie
Albert De Martin est membre de l'exécutif de l'Action démocratique du Québec pour la circonscription d'Huntingdon (2002-2003) et agent officiel du candidat de ce parti lors de l'élection générale du 14 avril 2003.
Il devient porte-parole de l'opposition officielle en matière d'agriculture le 19 avril 2007 et membre de la Commission de l'agriculture, des pêcheries et de l'alimentation le 23 mai 2007. Il devient également vice-président de la section du Québec et représentant de l'Assemblée nationale du Québec à la Commission du travail et du développement économique de la National Conference of State Legislatures (en) (NCSL) le 4 avril 2007. 
À l'élection générale québécoise de 2008, il est défait par le libéral Stéphane Billette. Il demeure impliqué au sein de l'ADQ comme président de la campagne de Christian Lévesque durant la course à la chefferie de 2009. Ensuite il devient membre de l'exécutif national du parti, représentant des anciens parlementaires adéquistes et président de la table régionale. Avec Monique Roy Verville et Claude Roy, il est un des seuls anciens députés adéquistes à s'opposer à la fusion du parti avec la Coalition avenir Québec de François Legault. 
En septembre 2012, Albert De Martin devient chef intérimaire du Parti conservateur du Québec à la suite de la démission de Luc Harvey, et ce jusqu'à l'élection du nouveau chef Adrien D. Pouliot en février 2013.
Aux élections de 2014, il est candidat de ce parti dans la circonscription de Huntingdon, où il a déjà été député.
Albert de Martin est candidat défait pour le Parti conservateur du Canada à l'élection fédérale d'octobre 2015 dans la circonscription de Salaberry—Suroît. 